# Staroměstské náměstí (Mladá Boleslav)
Staroměstské náměstí je centrální náměstí nacházející se v historickém jádru města Mladé Boleslavi. 
V roce 2010 prošlo celé náměstí revitalizací, která vyšla na 100 milionů korun. 

## Objekty a stavby

### Mariánský sloup
Mariánský sloup na Staroměstském náměstí je raně barokní pískovcový mariánský sloup dokončený roku 1681. Je chráněn jako kulturní památka ČR.

### Stará radnice
Stará radnice byla vystavěna v letech 1554–1559 v renesanční podobě. Architekt byl Matteo Borgorelli. Budova původně sloužila městské radě, potom jako sídlo okresního a krajského soudu, elektrických podniků, okresního národního výboru a okresního úřadu. Slouží jako pracoviště městského magistrátu.

### Hotel Věnec
Budovu navrhl architekt Jiří Kroha. Přestavba hotelu začala v roce 1925. Po přestavbě v roce 1927 se v budově usídlil místní odbor Spolku architektů a inženýrů SIA. V roce 2019 budovu koupilo město.

### Modelřeky Jizery
Model řeky Jizery byl na náměstí postaven během rekonstrukce v roce 2011. 

### Galerie

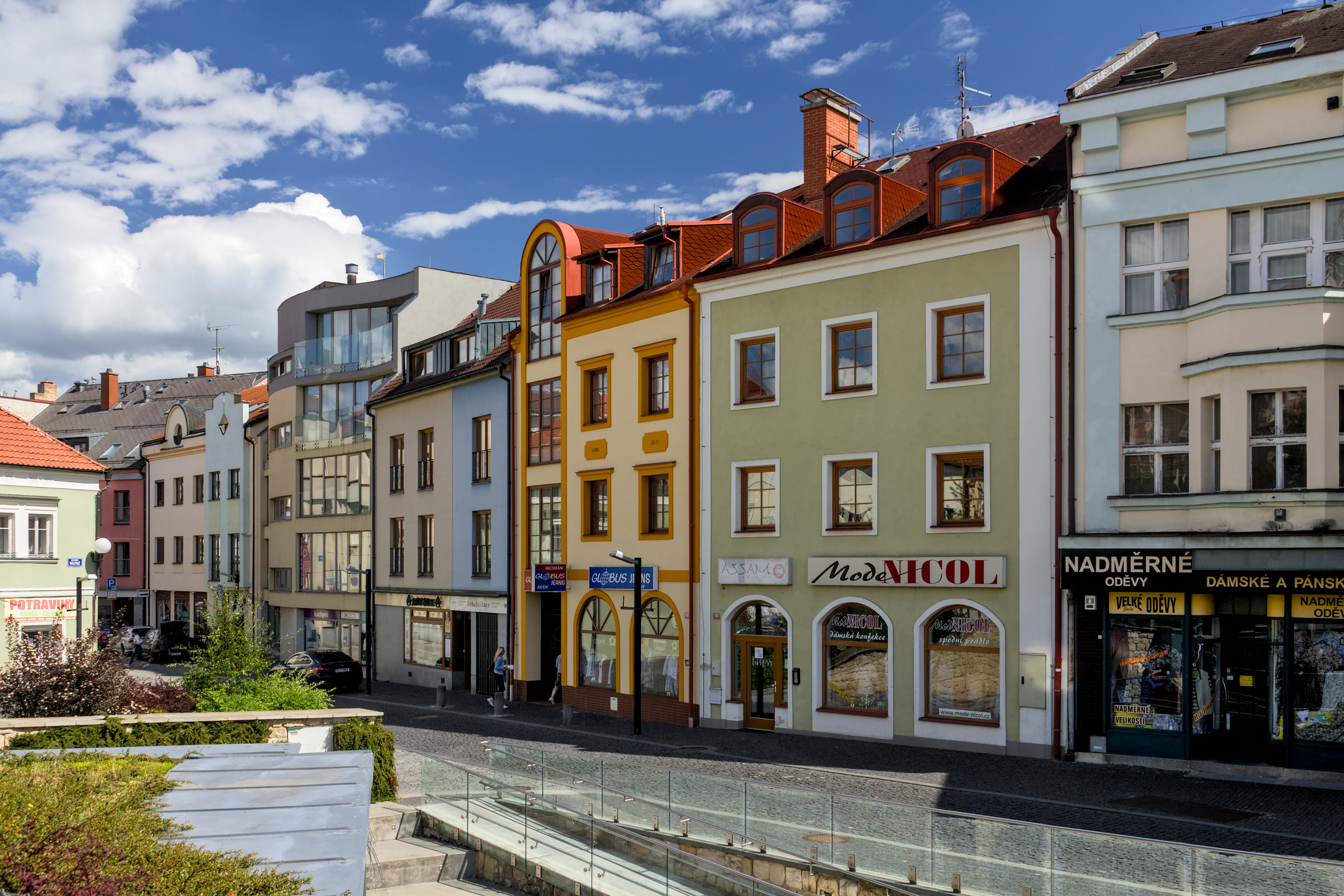
Domy na náměstí

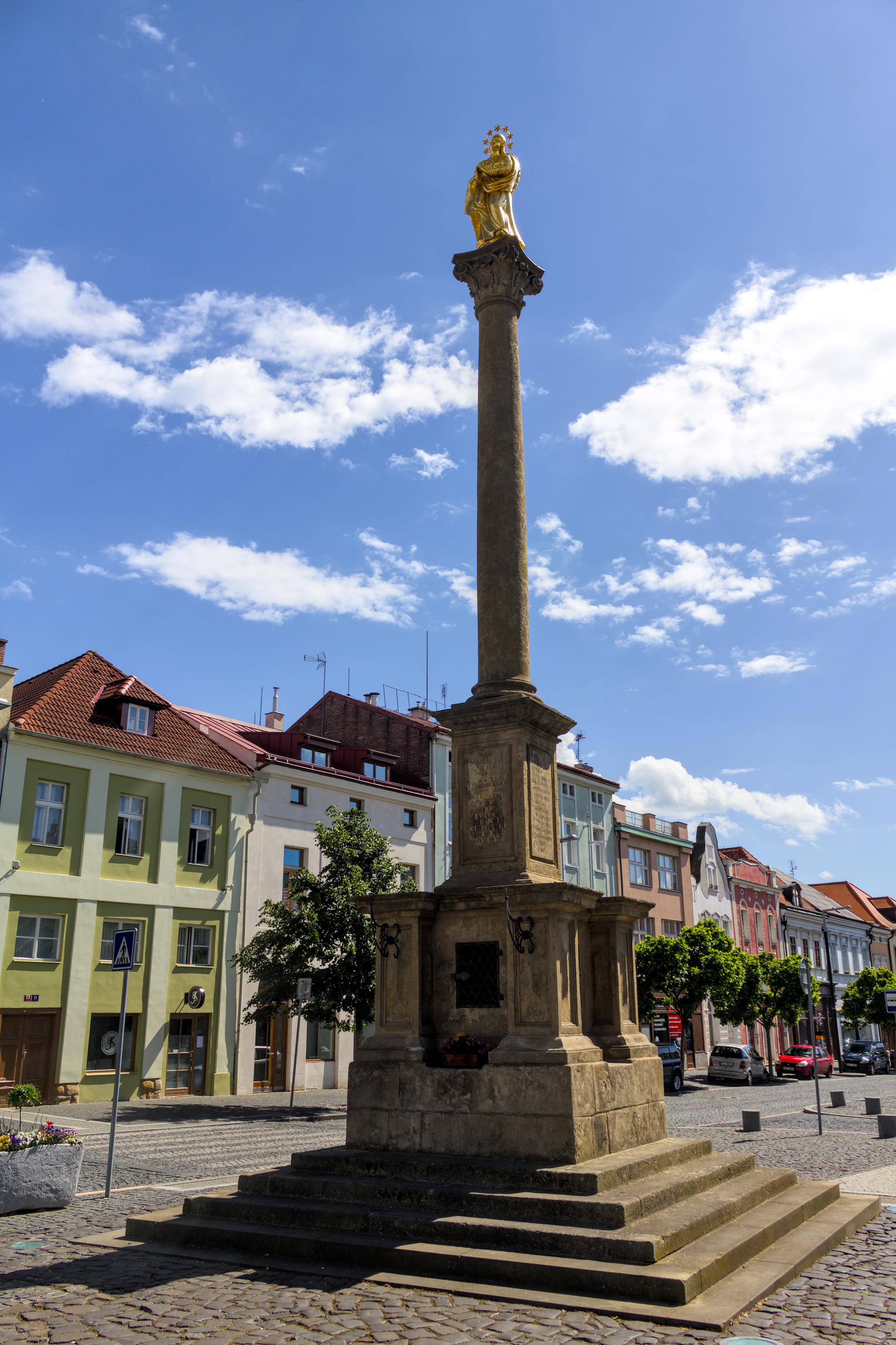
Mariánský sloup
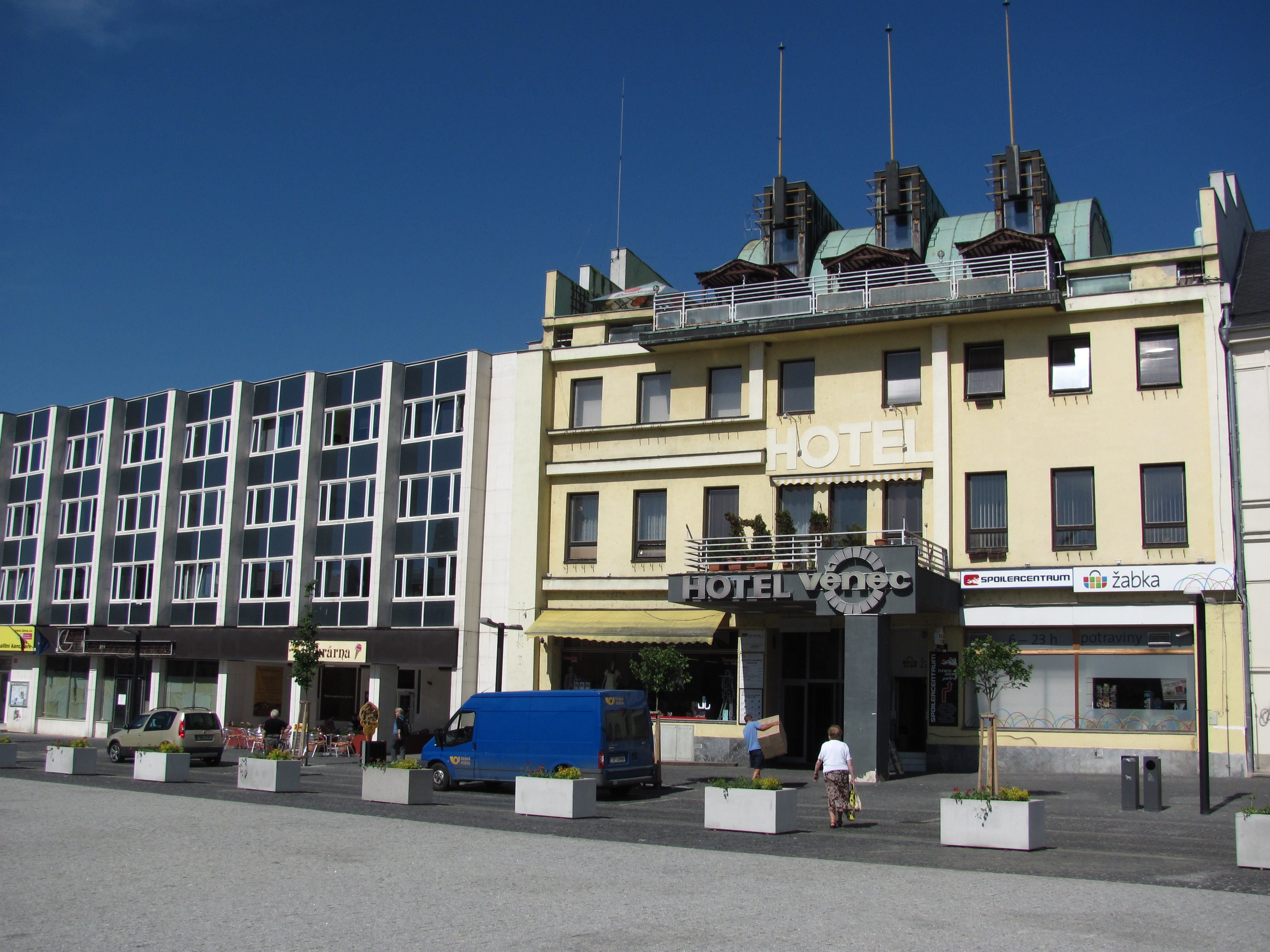
Hotel Věnec
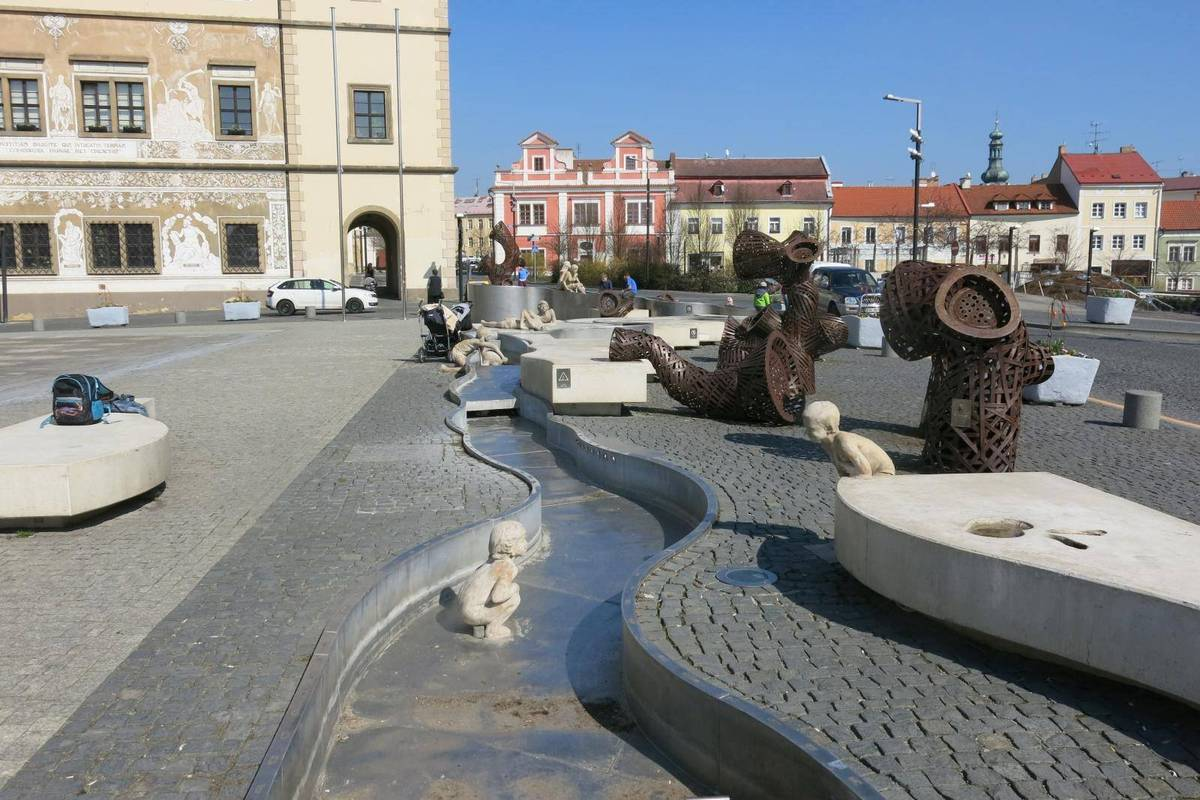
Model řeky Jizery
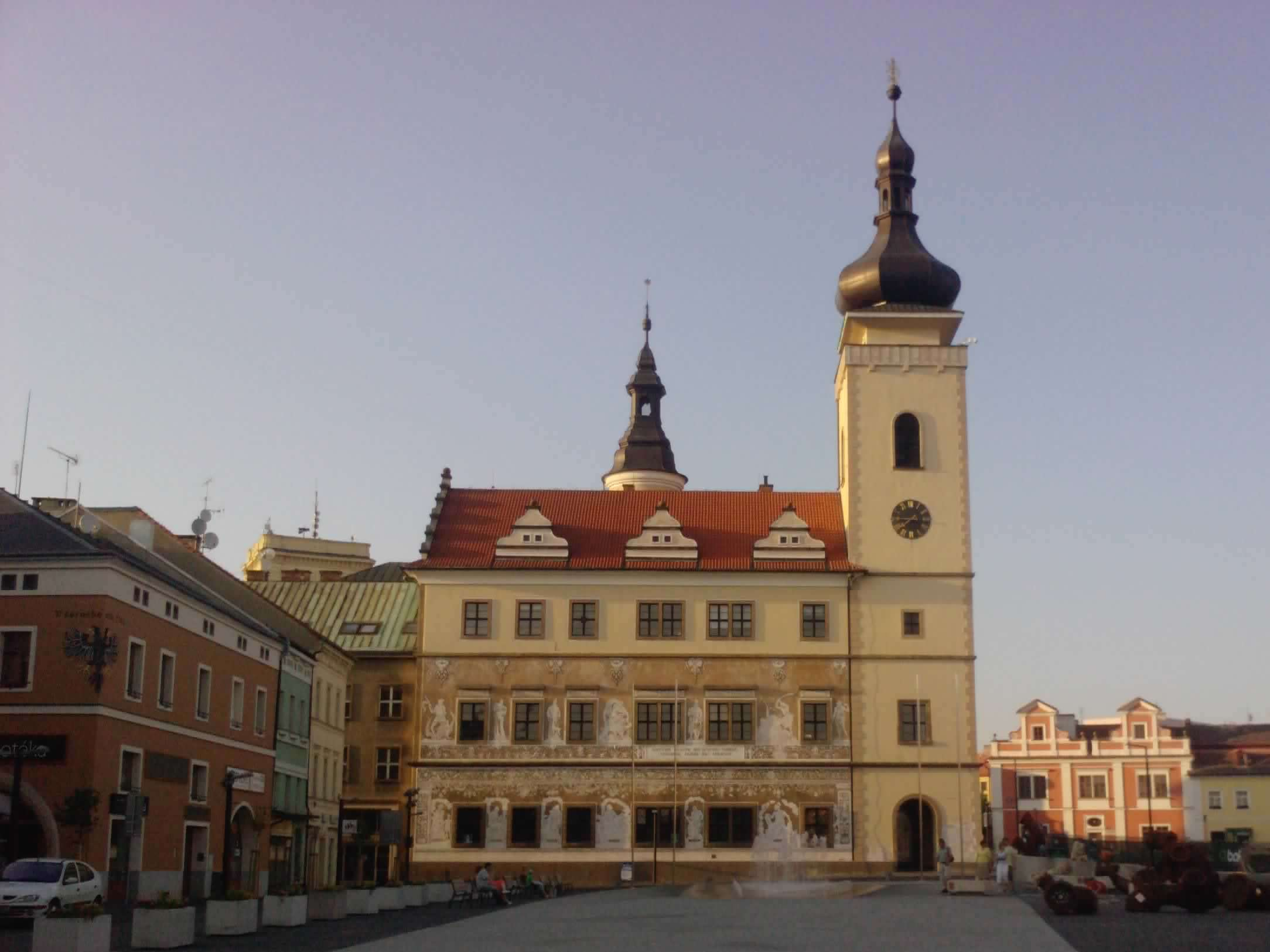
Stará radnice